# Алтай (Хакасия)
Алта́й — село в Алтайском районе Республики Хакасия, расположенное в 49 км к юго-востоку от райцентра с. Белый Яр, на реке Енисей.
Расстояние до города Абакан — 73 км. Население — 328 чел. (01.01.2004), в том числе русские (96 %).

## История

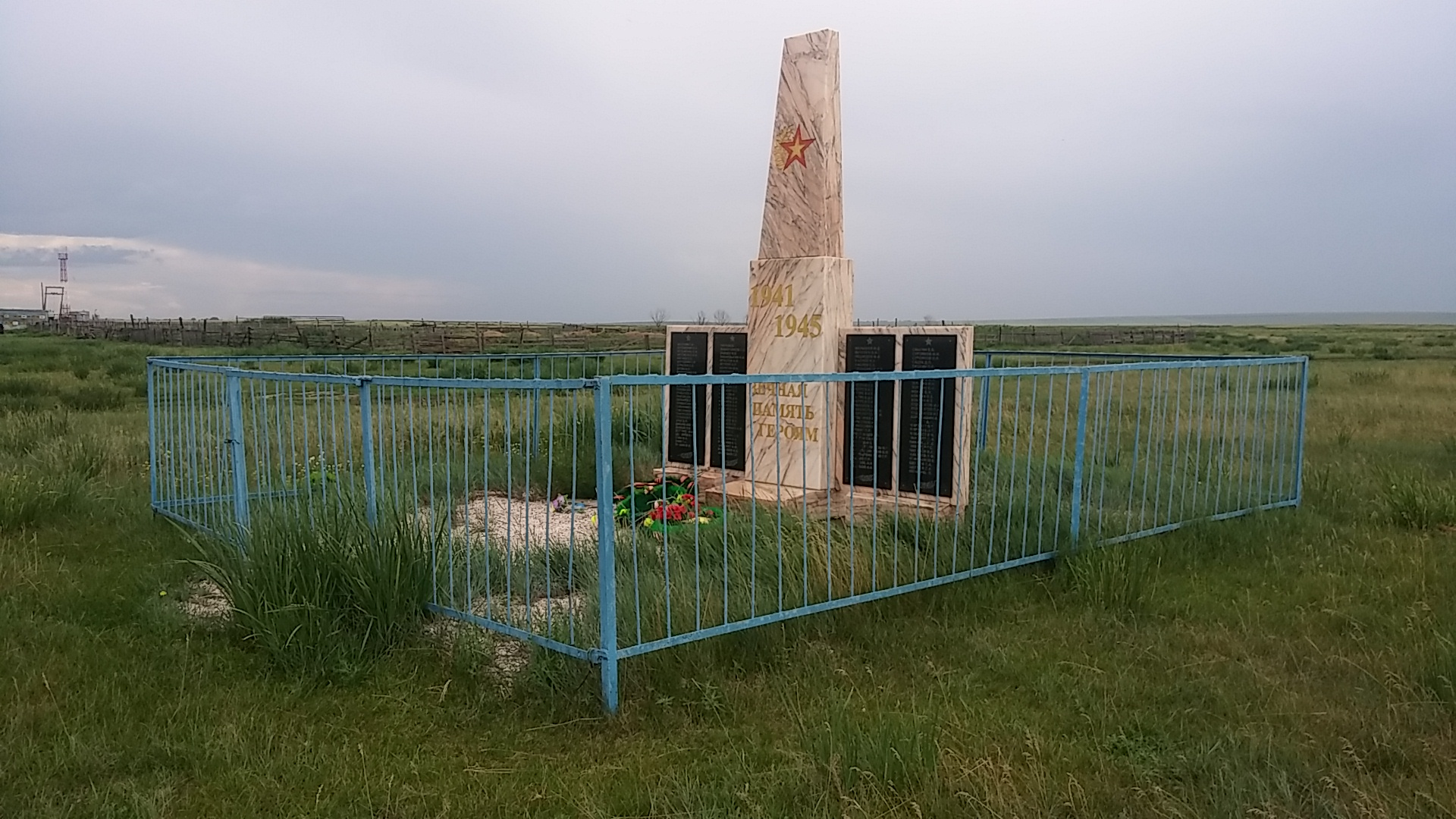
Памятник погибшим в Великую Отечественную войну

Алтай — старинное казачье село. В начале 1856 года в Койбальскую Степную думу обратились казаки Енисейского казачьего конного полка 6-й сотни Суэтукской станицы, проживающие в деревнях Чихачева, Лугавская, Каменка и Жеблахты, с прошением об уступках земли на левом берегу Енисея под хлебопашество и сенокошение.
8 октября 1856 года улусные старосты подписали уступное письмо, где говорится, что «кочующие инородцы высказали желание на уступы казакам выше означенной земли, состоящей в инородческом владении по левую сторону реки Енисей, начиная вверх по течению от речки Гусевой (она протекала рядом с будущим поселением) до Сидоровой заимки, и вниз — от устья речки до горы, называемой Медвежьей головой… и по краю борков, состоящих от реки Енисея, примерно полагая, в 15 верстах — с таковым условием, чтобы казаки, просящие выше означенный участок земли, владели оным по отводу в обоюдном и нераздельном владении»*.
Уступное письмо от общества подписали старосты Койбальских улусов Таражакова, Большебайкотовского, Малобайкотовского, Кольского, Кандыкова и Арши.
Первое межевание в селе прошло в 1858 году.
В 1944, в год образования Алтайского района, село было районным центром и дало ему название, однако из-за невыгодного географического положения райцентр был перенесен в с. Белый Яр.
В связи со строительством Саяно-Шушенской ГЭС селу грозило затопление, что вызвало сокращение производства и населения. В Алтае расположена ферма № 2 ЗАО «Кировское». Имеется начальная школа, библиотека, фельдшерско-акушерский пункт.

## Население
| 2002 | 2010 | 2013 |
| ---- | ---- | ---- |
| 297  | ↗300 | ↘276 |

## Известные уроженцы
Жаворонков, Иван Степанович (1920—1962) — полный кавалер ордена Славы.